# Hemilamprops californicus
Hemilamprops californicus is een zeekommasoort uit de familie van de Lampropidae. De wetenschappelijke naam van de soort is voor het eerst geldig gepubliceerd in 1936 door Zimmer.